# Atarba seticornis
Atarba seticornis är en tvåvingeart som beskrevs av Alexander 1946. Atarba seticornis ingår i släktet Atarba och familjen småharkrankar. Inga underarter finns listade i Catalogue of Life.